# Phylloscopus plumbeitarsus
A Phylloscopus plumbeitarsus a verébalakúak (Passeriformes) rendjébe, ezen belül a füzikefélék (Phylloscopidae) családjába és a Phylloscopus nembe tartozó faj. Korábban a zöld füzike alfajának tekintették. 11-12 centiméter hosszú. Délközép-Oroszországtól Észak-Koreáig költ, Délkelet-Ázsia északi részén telel. Az erdős területeket kedveli. Többnyire rovarokkal táplálkozik. Májustól augusztusig költ.

## Fordítás
- Ez a szócikk részben vagy egészben  a   Two-barred warbler című angol Wikipédia-szócikk fordításán alapul.  Az eredeti cikk szerkesztőit annak laptörténete sorolja fel. Ez a jelzés csupán a megfogalmazás eredetét és a szerzői jogokat jelzi, nem szolgál a cikkben szereplő információk forrásmegjelöléseként.